# Ithamar
Pour les articles homonymes, voir Ithamar (homonymie).
Ithamar (qui signifie île ou pays de palmes) est le fils cadet (le 4e) d’Aaron, frère de Moïse (Exode 6 : 23 : « Et Aaron prit pour femme Élishéba, fille d'Amminadab, sœur de Nahshon, et elle lui enfanta Nadab et Abihu, Éléazar, et Ithamar. »

## Selon la Bible
Ithamar, comme son père Aaron et ses trois frères, fut mis à part pour exercer la sacrificature devant l’Éternel (Exode 28 : 1 « Et toi, fais approcher de toi Aaron, ton frère, et ses fils avec lui, du milieu des fils d'Israël, pour exercer la sacrificature devant moi: Aaron, Nadab et Abihu, Éléazar et Ithamar, fils d'Aaron. »
En cette qualité, Ithamar avait deux missions :
- faire l’inventaire du matériel rassemblé pour construire le tabernacle (Exode 38 : 21 : «Et c'est ici l'inventaire du tabernacle, du tabernacle du témoignage, qui fut dressé par le commandement de Moïse : [ce fut] le service des Lévites, sous la main d'Ithamar, fils d'Aaron, le sacrificateur. »
- surveiller le service des Lévites :
  - descendants de Guershôn (7 500 personnes de 1 mois et plus[1] dont 2360 personnes de 30 ans à 50 ans aptes au service[2]) (Nombres 4 : 28 : « (après avoir décrit le travail des Guershonites )… C'est là le service des familles des fils des Guershonites à la tente d'assignation; et leur charge sera sous la main d'Ithamar, fils d'Aaron, le sacrificateur.)
  - descendants de Merari (6 200 personnes de 1 mois et plus[3] dont 3200 personnes de 30 ans à 50 ans aptes au service[4]) (Nombres 4 : 33 : « (après avoir décrit le travail des Mérarites)... C'est là le service des familles des fils de Merari, pour tout leur service à la tente d'assignation, sous la main d'Ithamar, fils d'Aaron, le sacrificateur.)

## Ithamar et son descendant Éli
Ithamar a pour descendant le Juge et Grand-prêtre Éli (Achimélech un descendant d'Ithamar est le fils d'Achitob,,, le frère d'Ikabod le fils de Phinéès le fils d'Éli).